# Мар Саркис-у-Бахос (Ихден)
Монастырь Мар Саркиc-у-Бахос или Мар-Саркис Рас аль-Нахр (دير القديسين سركيس و باخوس — رأس النهر, Mar Sarkis, Ras Al Nahr) — маронитский монастырь, находящийся Ливане в районе Згарта провинции Северный Ливан. Монастырь находится на высоте 1500 метров над уровнем моря к востоку от населённого пункта Ихден в долине Кузайя, являющейся северной частью более обширной долины Уади-Кадиша. В долине Кузайя также находится монастырь святого Антония Великого маронитского ордена баладитов.
Монастырь освящён в честь мучеников Сергия и Вакха. Наименование Рас аль-Нахр происходит от наименования родника, который начинается возле монастыря и впадает в реку Клайнсия. Монастырь принадлежит маронитскому монашескому ордену антониан-маронитов.

## История
Первая церковь святых Сергия и Вакха была построена в VIII веке на фундаменте языческого капища, посвящённого ханаанскому божеству. В 1198 году возле этого храма была построена церковь Пресвятой Девы Марии. С 1404 по 1690 год на территории монастыря были построены другие здания. С 1473 по 1739 год монастырь был резиденцией епископа Ихдена. 25 марта 1656 года в монастыре был рукоположён в священника будущий антиохийский маронитский патриарх Стефан эль-Дуайхи.
1 сентября 1739 года монастырь был передан новообразованному монашескому маронитскому ордену антониан-маронитов. В 1854 году монахи монастыря основали в городе Згарта одноимённый монастырь.

## Источник
- Abi Khalil, Father Sharbel (1995): Tarikh Deir Al Qiddissayn Sarkis wa Bakhos, Ehden, J. Reaidy Press, Jounieh, Lebanon.